# دانشگاه مرکزی (هند)

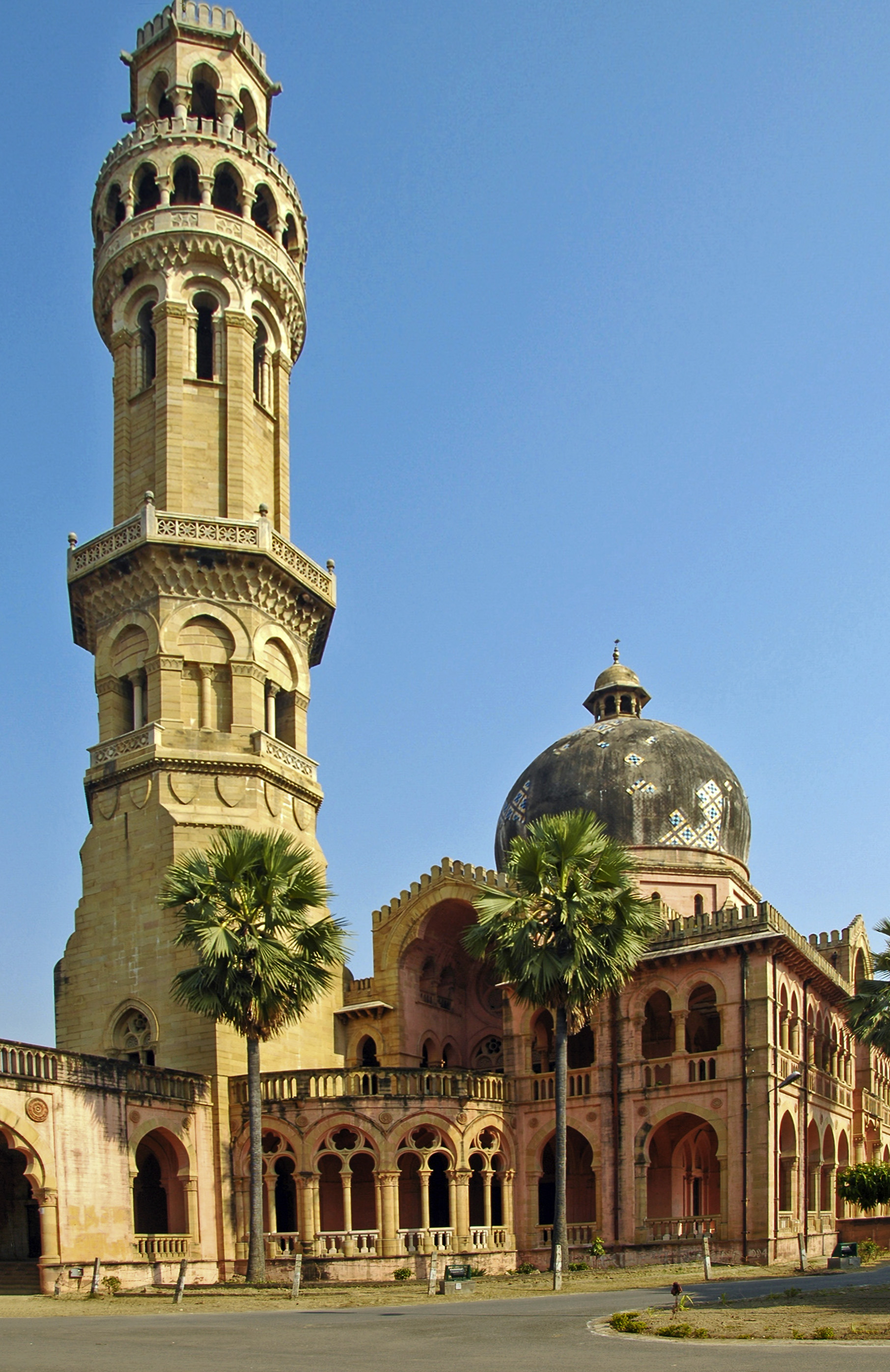
دانشگاه الله‌آباد، قدیمی‌ترین دانشگاه مرکزی هند

دانشگاه مرکزی (به هندی: केन्द्रीय विश्‍वविद्यालय) یا دانشگاه‌های اتحادیه در هند دانشگاه‌هایی هستند که توسط یک مصوبه مجلس تأسیس شده و تحت نظارت معاونت آموزش عالی در وزارت توسعه منابع انسانی اتحادیه قرار دارند. به‌طور کلی، دانشگاه‌های مرکزی هند توسط کمیسیون کمک‌های مالی دانشگاه (UGC) به رسمیت شناخته می‌شوند، که قدرت خود را از «قانون کمیسیون کمک‌های مالی دانشگاه ۱۹۵۶» استخراج می‌کند. علاوه بر این، ۱۵ شورای حرفه‌ای ایجاد شده‌است که جنبه‌های مختلف اعتباربخشی و هماهنگی را کنترل می‌کند. دانشگاه‌های مرکزی همچنین تحت پوشش قانون «دانشگاه‌های مرکزی ۲۰۰۹» هستند که هدف، قدرت، مدیریت و غیره آنها را تنظیم می‌کند و اجازه تأسیس ۱۲ دانشگاه جدید را می‌دهد. در ۱ نوامبر ۲۰۱۹، ۵۰ دانشگاه مرکزی در هند وجود دارد که هزینه ۹ مورد از آنها مستقیماً توسط دولت هند تأمین می‌شود و تحت نظارت کمیسیون کمک‌های مالی دانشگاه قرار ندارند.

## دانشگاه‌ها برپایه ایالت
ایالت اوتار پرادش با شش دانشگاه بیشترین تعداد دانشگاه‌های مرکزی هند را دارد. در تمام ایالت‌های هند به جز گوا دانشگاه‌های مرکزی وجود دارد. دانشگاه‌های مرکزی همچنین در دو قلمرو اتحادیه دهلی و پودوچری وجود دارند.

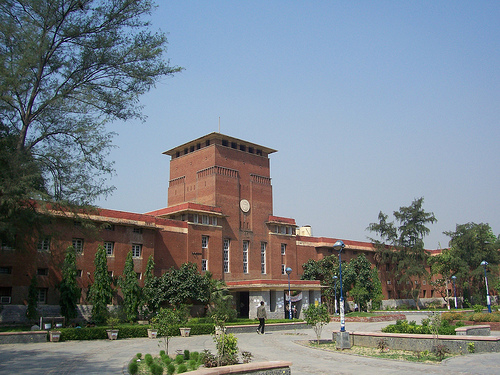
دانشگاه دهلی یکی از پنج دانشگاه مرکزی ایالت دهلی است.

| ایالت/ قلمرو اتحادیه | تعداد |
| -------------------- | ----- |
| آندرا پرادش          | ۱     |
| آروناچال پرادش       | ۱     |
| آسام                 | ۲     |
| بیهار                | ۵     |
| چندی‌گر               | ۰     |
| چاتیسگر              | ۱     |
| دهلی                 | ۵     |
| گوآ                  | ۰     |
| گجرات                | ۱     |
| هاریانا              | ۱     |
| هیماچال پرادش        | ۱     |
| جامو و کشمیر         | ۲     |
| جارکاند              | ۱     |
| کارناتاکا            | ۱     |
| کرالا                | ۱     |
| مادایا پرادش         | ۲     |
| ماهاراشترا           | ۱     |
| مانی‌پور              | ۳     |
| مگالایا              | ۱     |
| میزورام              | ۱     |
| ناگالند              | ۱     |
| اودیسا               | ۱     |
| پودوچری              | ۱     |
| پنجاب                | ۱     |
| راجستان              | ۱     |
| سیکیم                | ۱     |
| تامیل نادو           | ۲     |
| تلانگانا             | ۱     |
| تریپورا              | ۱     |
| اوتار پرادش          | ۶     |
| اوتارانچاند          | ۱     |
| بنگال غربی           | ۱     |
| مجموع                | ۵۰    |

## فهرست دانشگاه‌ها

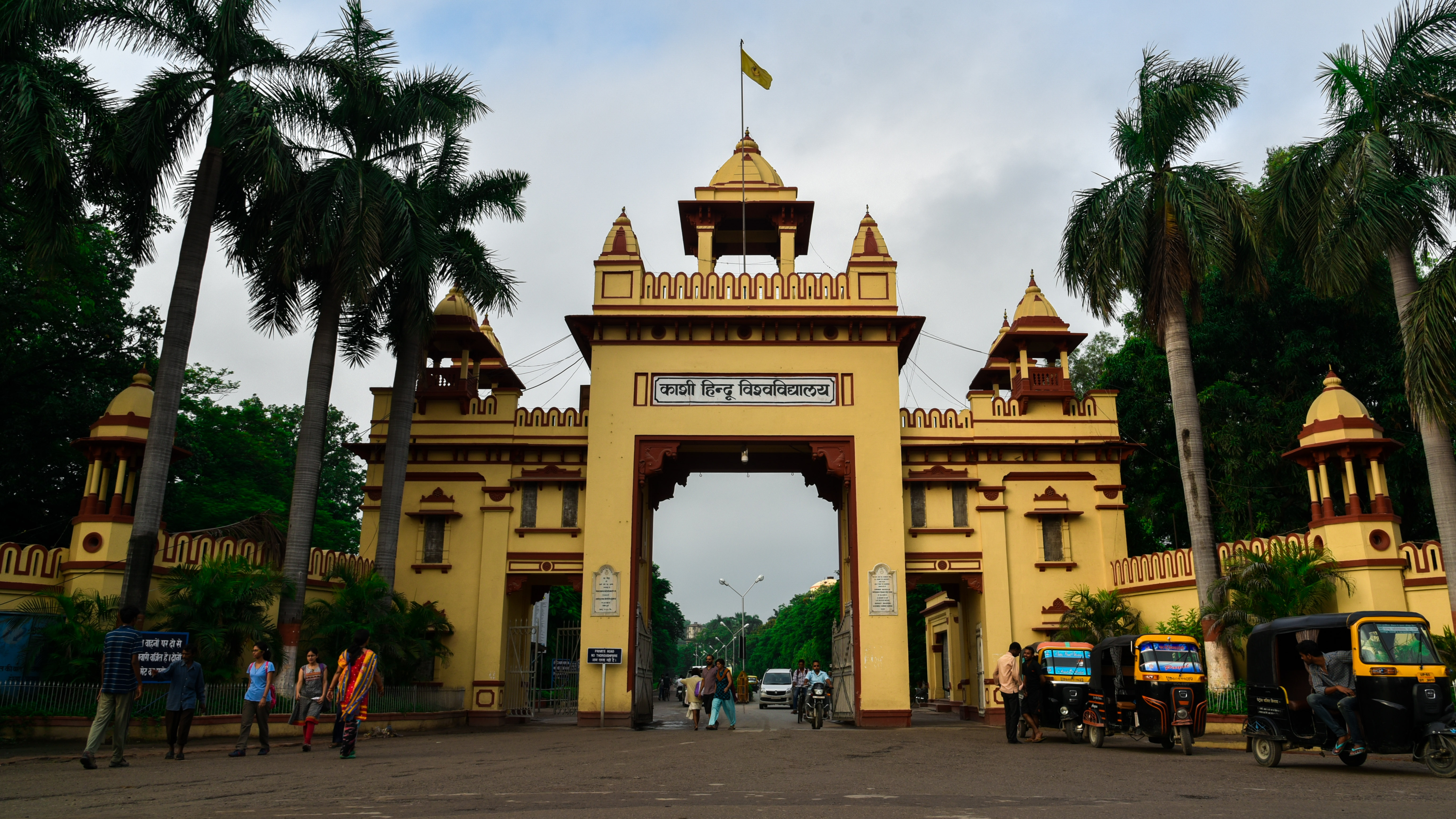
سردر دانشگاه هندوی بنارس

| دانشگاه                                             | ایالت          | مکان             | سال تاسیس (مرکزی شدن) | تخصص                    | منابع         |
| --------------------------------------------------- | -------------- | ---------------- | --------------------- | ----------------------- | ------------- |
| Central University of Andhra Pradesh                | آندرا پرادش    | Anantapur        | ۲۰۱۹                  | عمومی                   | [ ۷ ]         |
| دانشگاه راجیو گاندی                                 | آروناچال پرادش | Itanagar         | ۱۹۸۵ (۲۰۰۷)           | عمومی                   | [ ۸ ]         |
| دانشگاه آسام                                        | آسام           | Silchar          | ۱۹۹۴                  | عمومی                   | [ ۹ ]         |
| دانشگاه تزپور                                       | آسام           | Tezpur           | ۱۹۹۴                  | عمومی                   | [ ۱۰ ]        |
| Central University of South Bihar                   | بیهار          | Gaya             | ۲۰۰۹                  | عمومی                   | [ ۱۱ ]        |
| دانشگاه مرکزی مهاتما گاندی                          | بیهار          | Motihari         | ۲۰۱۶                  | عمومی                   | [ ۱۲ ]        |
| Nalanda University                                  | بیهار          | Rajgir, Nalanda  | ۲۰۱۰                  | عمومی                   | [ ۱۳ ]        |
| Dr. Rajendra Prasad Central Agriculture University  | بیهار          | Pusa, Samastipur | ۱۹۰۵ (۲۰۱۶)           | کشاورزی                 | [ ۱۴ ]        |
| Guru Ghasidas Vishwavidyalaya                       | چاتیسگر        | Bilaspur         | ۱۹۸۳ (۲۰۰۹)           | عمومی                   | [ ۱۵ ]        |
| دانشگاه آزاد ملی ایندیرا گاندی                      | دهلی           | دهلی نو          | ۱۹۸۵                  | آموزش از راه دور        | [ ۱۶ ]        |
| جامعه ملیه اسلامیه                                  | دهلی           | دهلی نو          | ۱۹۲۰ (۱۹۸۸)           | عمومی                   | [ ۱۷ ]        |
| دانشگاه جواهر لعل نهرو                              | دهلی           | دهلی نو          | ۱۹۶۹                  | عمومی                   | [ ۱۸ ]        |
| South Asian University                              | دهلی           | دهلی نو          | ۲۰۱۰                  | دانشگاه بین‌المللی       | [ ۱۹ ] [ ۲۰ ] |
| دانشگاه دهلی                                        | دهلی           | دهلی نو          | ۱۹۲۲                  | عمومی                   | [ ۲۱ ]        |
| Central University of Gujarat                       | گجرات          | Gandhinagar      | ۲۰۰۹                  | عمومی                   | [ ۲۲ ]        |
| Central University of Haryana                       | هاریانا        | Mahendragarh     | ۲۰۰۹                  | عمومی                   | [ ۲۳ ]        |
| Central University of Himachal Pradesh              | هیماچال پرادش  | Dharamsala       | ۲۰۰۹                  | عمومی                   | [ ۲۴ ]        |
| Central University of Jammu                         | جامو و کشمیر   | جامو             | ۲۰۱۱                  | عمومی                   | [ ۲۵ ]        |
| Central University of Kashmir                       | جامو و کشمیر   | سرینگر           | ۲۰۰۹                  | عمومی                   | [ ۲۶ ]        |
| Central University of Jharkhand                     | جارکاند        | Ranchi           | ۲۰۰۹                  | عمومی                   | [ ۲۷ ]        |
| Central University of Karnataka                     | کارناتاکا      | Gulbarga         | ۲۰۰۹                  | عمومی                   | [ ۲۸ ]        |
| Central University of Kerala                        | کرالا          | Kasaragod        | ۲۰۰۹                  | عمومی                   | [ ۲۹ ]        |
| Dr. Hari Singh Gour University                      | مادایا پرادش   | Sagar            | ۱۹۴۶ (۲۰۰۹)           | عمومی                   | [ ۳۰ ]        |
| Indira Gandhi National Tribal University            | مادایا پرادش   | Amarkantak       | ۲۰۰۷                  | عمومی                   | [ ۳۱ ]        |
| Mahatma Gandhi Antarrashtriya Hindi Vishwavidyalaya | ماهاراشترا     | Wardha           | ۱۹۹۷                  | زبان هندی               | [ ۳۲ ]        |
| Central Agricultural University                     | مانی‌پور        | Imphal           | ۱۹۹۳                  | کشاورزی                 | [ ۳۳ ]        |
| Manipur University                                  | مانی‌پور        | Imphal           | ۱۹۸۰ (۲۰۰۵)           | عمومی                   | [ ۳۴ ]        |
| National Sports University                          | مانی‌پور        | Imphal           | ۲۰۱۸                  | ورزش                    | [ ۳۵ ]        |
| North Eastern Hill University                       | مگالایا        | Shillong         | ۱۹۷۳                  | عمومی                   | [ ۳۶ ]        |
| Mizoram University                                  | میزورام        | Aizawl           | ۲۰۰۰                  | عمومی                   | [ ۳۷ ]        |
| Nagaland University                                 | ناگالند        | Lumami           | ۱۹۹۴                  | عمومی                   | [ ۳۸ ]        |
| Central University of Odisha                        | اودیسا         | Koraput          | ۲۰۰۹                  | عمومی                   | [ ۳۹ ]        |
| Pondicherry University                              | پودوچری        | پودوچری          | ۱۹۸۵                  | عمومی                   | [ ۴۰ ]        |
| Central University of Punjab                        | پنجاب          | Bathinda         | ۲۰۰۹                  | عمومی                   | [ ۴۱ ]        |
| Central University of Rajasthan                     | راجستان        | Ajmer            | ۲۰۰۹                  | عمومی                   | [ ۴۲ ]        |
| Sikkim University                                   | سیکیم          | Gangtok          | ۲۰۰۷                  | عمومی                   | [ ۴۳ ]        |
| Central University of Tamil Nadu                    | تامیل نادو     | Tiruvarur        | ۲۰۰۹                  | عمومی                   | [ ۴۴ ]        |
| Indian Maritime University                          | تامیل نادو     | چنای             | ۲۰۰۸                  | علوم دریایی             | [ ۴۵ ]        |
| English and Foreign Languages University            | تلانگانا       | حیدرآباد         | ۱۹۵۸ (۲۰۰۷)           | انگلیسی و زبان‌های خارجی | [ ۴۶ ]        |
| Maulana Azad National Urdu University               | تلانگانا       | حیدرآباد         | ۱۹۹۸                  | زبان اردو               | [ ۴۷ ]        |
| دانشگاه حیدرآباد                                    | تلانگانا       | حیدرآباد         | ۱۹۷۴                  | عمومی                   | [ ۴۸ ]        |
| Tripura University                                  | تریپورا        | Agartala         | ۱۹۸۷                  | عمومی                   | [ ۴۹ ]        |
| دانشگاه مسلمان علیگر                                | اوتار پرادش    | علیگر            | ۱۹۲۰                  | عمومی                   | [ ۵۰ ]        |
| دانشگاه الله‌آباد                                    | اوتار پرادش    | الله‌آباد         | ۱۸۸۷                  | عمومی                   | [ ۵۱ ]        |
| Babasaheb Bhimrao Ambedkar University               | اوتار پرادش    | Lucknow          | ۱۹۹۶                  | عمومی                   | [ ۵۲ ]        |
| دانشگاه هندوی بنارس                                 | اوتار پرادش    | بنارس            | ۱۹۱۶                  | عمومی                   | [ ۵۳ ]        |
| Rajiv Gandhi National Aviation University           | اوتار پرادش    | Raebareli        | ۲۰۱۳                  | علوم هوانوردی           | [ ۵۴ ]        |
| Rani Lakshmi Bai Central Agricultural University    | اوتار پرادش    | Jhansi           | ۲۰۱۴                  | کشاورزی                 | [ ۵۵ ]        |
| Hemwati Nandan Bahuguna Garhwal University          | اوتارانچاند    | Srinagar         | ۱۹۷۳ (۲۰۰۹)           | عمومی                   | [ ۵۶ ]        |
| دانشگاه ویسو بهاراتی                                | بنگال غربی     | Santiniketan     | ۱۹۲۱                  | عمومی                   | [ ۵۷ ]        |